# Кривец (Киевская область)
Криве́ц (укр. Кривець) — село, входит в Ставищенский район Киевской области Украины.
Население по переписи 2001 года составляло 786 человек. Почтовый индекс — 09414. Телефонный код — 4564. Занимает площадь 2,65 км². Код КОАТУУ — 3224284001.

## Местный совет
09414, Київська обл., Ставищенський р-н, с. Кривець, вул. Шевченка, 33, тел.  (укр.)